# Kanonierki torpedowe typu Peleng-i Derya
Kanonierki torpedowe typu Peleng-i Derya – tureckie kanonierki torpedowe z końca XIX wieku. W 1889 roku w niemieckiej stoczni Germaniawerft w Kilonii rozpoczęto budowę dwóch okrętów tego typu, z których do służby w marynarce wojennej Imperium Osmańskiego wszedł tylko jeden – „Peleng-i Derya”. Druga jednostka („Nımet”) nie została ukończona z powodów finansowych. „Peleng-i Derya” wzięła udział w wojnie grecko-tureckiej i I wojnie światowej, podczas której została zatopiona 23 maja 1915 roku przez brytyjski okręt podwodny HMS E11.

## Projekt i budowa
W 1887 roku Imperium Osmańskie zamówiło w Niemczech dwie kanonierki torpedowe typu Peleng-i Derya. Oba okręty zbudowane zostały w stoczni Germaniawerft w Kilonii. Stępki jednostek położono w 1889 roku, a zwodowane zostały w 1890 roku . „Nımet” po wodowaniu został rozebrany i w sekcjach przetransportowany do Stambułu, natomiast budowę „Peleng-i Derya” kontynuowano w macierzystej stoczni do 1896 roku .
| Okręt            | Stocznia      | Położenie stępki | Wodowanie        | Wejście do służby | Los                          |
| ---------------- | ------------- | ---------------- | ---------------- | ----------------- | ---------------------------- |
| „Peleng-i Derya” | Germaniawerft | 1889             | 1890             | wrzesień 1896     | zatopiony 23 maja 1915       |
| „Nımet”          | Germaniawerft | 1889             | 30 stycznia 1890 | –                 | rozebrany i złomowany w 1909 |

## Dane taktyczno-techniczne
Okręty były kanonierkami torpedowymi z kadłubami wykonanymi ze stali. Długość całkowita wynosiła 75,5 metra (72 metry między pionami), szerokość 8,5 metra i zanurzenie 2,9 metra . Wyporność normalna wynosiła 755 ton, zaś pełna 900 ton . Jednostki napędzane była przez dwie pionowe maszyny parowe potrójnego rozprężania Germania o łącznej mocy 4700 KM, do których parę dostarczały cztery kotły lokomotywowe (także produkcji Germanii) . Prędkość maksymalna napędzanych dwoma śrubami okrętów wynosiła 18 węzłów. Okręty zabierały zapas 175 ton węgla .
Na uzbrojenie artyleryjskie jednostek składały się dwa pojedyncze działa kalibru 105 mm SK L/35 C/91 Kruppa oraz sześć pojedynczych dział kalibru 47 mm SK L/40 C/91 Kruppa . Broń torpedową stanowiły trzy pojedyncze wyrzutnie kalibru 356 mm, w tym jedna stała na dziobie .
Załoga pojedynczego okrętu składała się z 9 oficerów, 11 podoficerów i 60 marynarzy .

## Służba
Z powodu wstrzymania finansowania przez władze Imperium Osmańskiego budowa „Nımeta” została wstrzymana w 1893 roku, w związku z czym nie wszedł on nigdy w skład marynarki wojennej . Kadłub okrętu został rozebrany i złomowany w 1909 roku .
„Peleng-i Derya” został wcielony do marynarki wojennej Imperium Osmańskiego we wrześniu 1896 roku . W 1897 roku, podczas wojny grecko-tureckiej, jednostka znajdowała się w składzie 2. eskadry floty osmańskiej, jednak wraz z resztą floty przebywała przez cały okres działań wojennych w Dardanelach. W 1913 roku ze względu na stan techniczny okręt wycofano do rezerwy, a do służby powrócił we wrześniu 1914 roku, po wybuchu I wojny światowej.
23 maja 1915 roku nieopodal Bakırköy „Peleng-i Derya” została storpedowana przez brytyjski okręt podwodny HMS E11. Kanonierka zatonęła natychmiast, a na jej pokładzie zginęło dwóch członków załogi. W 1915 roku wrak okrętu podniesiono i przeholowano do Stambułu, po czym w 1920 roku złomowano.